# قصبة الحادة (أهل الواد)
قصبة الحادة هو دُوَّار يقع بجماعة باب مرزوقة، إقليم تازة، جهة فاس مكناس في المملكة المغربية. ينتمي الدوّار لمشيخة اهل الواد التي تضم 6 دواوير. يقدر عدد سكانه بـ 748 نسمة حسب الإحصاء الرسمي للسكان والسكنى لسنة 2004.

## روابط خارجية
- البوابة الوطنية للجماعات الترابية نسخة محفوظة 12 مارس 2018 على موقع واي باك مشين.
- المندوبية السامية للتخطيط